# ویلیام تیلور تامسون
سرویلیام تیلور تامسون (انگلیسی: William Taylour Thomson زاده ۱۸۱۳- درگذشت ۱۸۸۳) دیپلمات انگلیسی و کاردار دولت انگلیسی در ایران بود. ویلیام تامسون در ارتش انگلیس کار خود را آغاز کرد. هنگامی که کشتی تیگریس در رود فرات در عراق غرق شد او یکی از بازماندگان بود. در سال ۱۸۳۷م. او به عنوان مامور دولت انگلیس در تهران کار خود را شروع کرد. او در سال ۱۸۳۹م. به کمک نیروهای انگلیسی هرات را از ایران گرفت. شهر هرات در تجارت انگلستان با هندوستان نقش مهمی داشت و رئیس مستعمره هند جرج ادن درخواست کنترل این شهر را کرده بود. او در بین سال‌های ۱۸۴۹م. تا ۱۸۵۵م. در ایران به عنوان نماینده دولت انگلستان بود. بعد او به شیلی اعزام شد ولیکن در سال ۱۸۷۳م. به ایران بازگشت و تا سال ۱۸۷۹م. و بازنشستگی در ایران ماند.

## صعود به دماوند
ظاهراً او اولین کسی است که ارتفاع قله دماوند را با استفاده از وسایل علمی سنجیده است. او با استفاده از وسایل خود ارتفاع دماوند را ۱۹٫۴۰۰پا اندازه‌گیری کرد، که حدود 300 متر از اندازه واقعی آن بیشتر بوده است.